# Kommunesocialisme
Kommunesocialisme var en tankegang, der eksisterede i socialdemokratiske kredse, primært fra slutningen af 1800-tallet og de første årtier af 1900-tallet. Ideen var, at de fremstormende socialdemokratiske partier i byer, hvor de fik flertal i byrådene, skulle gennemføre omfattende skattefinansierede velfærdsreformer, der skulle skabe mønsterkommuner og dermed i kraft af eksemplets magt styrke den socialistiske bevægelse. De kommunesocialistiske byer skulle således fungere som en spydspids ved at gennemføre partiets politik rundt om i landet, inden man fik regeringsmagten.
Fremtrædende eksempler i udlandet er blandt andet Wien i mellemkrigstiden (kaldt Røde Wien) og en række norske byer. I Danmark spillede kommunesocialismen især en rolle i årene 1900-1920. Nakskov og Esbjerg var to af de fremmeste repræsentanter for ideen med de to markante lokale ledere Sophus Bresemann og J.P. Sundbo i spidsen. I begge byer fik Socialdemokratiet tidligt flertal og gennemførte en række vidtgående ændringer indenfor områder som skole- og sundhedsvæsen, børneforsorg, ældrepleje og boligbyggeri. Andre danske eksempler var Aarhus, København og Horsens. Disse byer blev dermed eksperimentarier for den social- og velfærdspolitik, som partiet senere forsøgte at gennemføre på landsplan.
Da Socialdemokratiet i Danmark blev et regeringsbærende parti i løbet af 1920'erne, døde tanken om kommunesocialismen som en vigtig selvstændig strategi efterhånden ud. 

## Internationalt
Kommunesocialisme var et internationalt begreb. I slutningen af 1800-tallet blev ideen spredt af forskellige socialistiske netværk i både Europa og USA. Efter en række lokale valgsejre tog diskussionerne om, hvordan kommunesocialismen skulle udformes, en mere praktisk drejning, blandt andet inspireret af den socialistiske professor i politisk økonomi ved Université de Genève Edgard Milhaud, der grundlagde tidsskriftet Annales de la Régie Directe, der netop beskæftigede sig med disse spørgsmål. I 1900 vedtog de delegerede på den Anden Internationales kongres i Paris en resolution, der understregede betydningen af en kommunalpolitisk indsats. Socialistisk styrede kommuner skulle gå i spidsen for at skabe resultater, der i kraft af eksemplets magt kunne styrke den socialistiske bevægelse og samtidig udgøre en modkraft mod en borgerlig statsmagt.:55 
Praktiske eksempler i udlandet på bystyrer, der i vidt omfang gennemførte kommunesocialistiske tanker, var en række norske byer, herunder hovedstaden Kristiania (senere Oslo). I Wien havde socialdemokraterne absolut flertal i bystyret fra 1919 til 1934, hvor partiet blev forbudt, og skabte i denne periode det såkaldte Røde Wien.:56ff 

## Danmark
I 1900-tallets første årtier blev der i kommuner, hvor Socialdemokratiet opnåede flertal enten alene eller sammen med Det radikale Venstre, skabt en slags laboratorier for den social- og velfærdspolitik, som partierne senere søgte at gennemføre på nationalt niveau. Det drejede sig ikke blot om socialpolitik i snæver forstand, men også sundhedspolitik, herunder en indsats for forebyggelse, skolepolitik inklusive skolebespisning og kulturpolitik. På Socialdemokratiets partikongres i 1906 blev der vedtaget et omfattende kommunalpolitisk program, der opprioriterede de lokale partimedlemmers kommunalpolitiske indsats.:56ff 
Esbjerg, Aarhus og Nakskov blev de første byer, hvor socialdemokraterne opnåede flertal i byrådet. Senere blev disse byer efterfulgt af en række andre under og efter første verdenskrig.:231ff 
Efter 1920 opstod en intens diskussion om kommunal næringsdrift, som bragte Socialdemokratiet på tilbagetog, hvad kommunale eksperimenter angik. De kommunesocialistiske ideer om mere omsorg for de ældre, demokratisering af skolerne og nye hospitaler gled forholdsvis nemt igennem, mens punkterne om kommunalt boligbyggeri og kommunal erhvervsvirksomhed for alvor var kontroversielle og blev store stridspunkter.:64f 
Fra 1930 døde tanken om de socialistiske mønsterkommuner og dermed kommunesocialismen ud i Danmark. Socialdemokratiet havde skaffet sig regeringsmagten og var ved at skabe sig en rolle som statsbærende parti. Kommunerne, der tidligere havde været tænkt som primus motor for øget velfærd, blev fra 1930'erne i stigende grad set som forvaltere af centralmagtens beslutninger.

## Eksempler i Danmark
Historikeren Søren Kolstrup skrev i 1997 en ph.d.-afhandling om kommunesocialismen i Danmark. Her beskrev han især de kommunesocialistiske eksperimenter i fem danske byer: Nakskov, Esbjerg, Aarhus, København og Horsens.

### Nakskov
I Lollands største og mest industrialiserede by Nakskov blev Socialdemokratiet det største parti i 1906, og i 1913 fik partiet 9 mandater i byrådet, mens de øvrige partier måtte nøjes med 6.:68  Byen fik derpå den første socialdemokratiske borgmester udenfor hovedstaden i form af redaktøren af det lokale partiblad Sophus Bresemann, der blev borgmester fra 1914 til 1928. Allerede fra 1907 havde Bresemann stået i spidsen for indførelsen af gratis og regelmæssige skolelægeundersøgelser af børnenes sundhedstilstand. I 1913 indførtes gratis skoletandpleje for alle børn. De sidste rester af skolepenge blev afskaffet, og gratis undervisningsmateriale, gymnastikdragter og skiftesko blev stillet til rådighed for eleverne. En række nye skoler blev bygget, herunder Lollands første gymnasium i form af Nakskov Gymnasium, mens kommunale jordopkøb og billige lån muliggjorde opførelsen af en stor mængde boliger via A/S Nakskov Arbejderboliger, ligesom der blev anlagt en række kolonihaver. Det socialdemokratiske bystyre begav sig også ind på egentlig erhvervsvirksomhed i form af kommunalt landbrug, fiskeri, vognmands- og beklædningsforretning. Bresemanns aktiviteter gav Nakskov tilnavnet "den rødeste by i det rødeste amt".

### Esbjerg
I Esbjerg fik Socialdemokratiet som det første sted i landet flertal i byrådet i 1905. Partiet tabte flertallet igen fire år senere, men kunne i de næste år alligevel gennemføre en del beslutninger ved hjælp af Det radikale Venstres enlige byrådsmedlem, indtil Socialdemokratiet i 1921 atter fik et flertal i egen kraft. Partiets lokale leder i mange år var J.P. Sundbo, der var byrådsmedlem 1900-1928, men dog aldrig blev borgmester. Da Socialdemokratiet i 1921 kunne besætte borgmesterposten for første gang, blev den mere kompromissøgende A.P. Brandholdt valgt. Partiet iværksatte fra 1905 en række beslutninger, der lignede de tilsvarende i Nakskov: universelle og skattefinansierede ydelser indenfor skole- og det forebyggende sundhedsvæsen, herunder Danmarks første kommunalt ansatte skoletandlæge, kommunal feriekoloni og indsats for børnebespisning, offentligt og socialt boligbyggeri, kommunalisering af hjemmesygeplejen samt en højere alderdomsunderstøttelse end i andre byer. Byggeriet af et offentligt sygehus blev et stort lokalpolitisk stridsspørgsmål i byen.:106ff 

### Aarhus
I Aarhus fik Socialdemokratiet absolut flertal i byrådet i 1909-1913, tabte det i 1913-1917 og genvandt det fra 1917. Partiets lokale leder Jakob Jensen blev i 1919 byens første folkevalgte borgmester. Partiet gennemførte en række ændringer på linje med tiltagene i Esbjerg og Aarhus. Således forsvandt betalingsskolen, nye skoler blev bygget og hospitalskapaciteten udvidet, og hjælpekassen, fattigvæsenet og de gamle fik flere midler tilført. Det blev også besluttet at gennemføre en 8-timers arbejdsdag for de kommunalt ansatte. Fra omkring 1920 påbegyndtes også et offentligt boligbyggeri. På nogle punkter var reformerne i Aarhus dog mindre vidtgående end i de to andre byer. Den nyoprettede skoletandklinik blev således ikke gratis, men kostede en årlig brugerafgift på 1 kr., og skolebøger var kun gratis for mindrebemidlede. En skolelægeordning kom først til efter 1945.:140ff 

### København og Horsens
I hovedstaden København fik Socialdemokratiet alene flertal i Borgerrepræsentationen i 1917, men havde også i årene inden da et samarbejde med liberale kræfter med tilknytning til Det Radikale Venstre blandt lokalpolitikerne. I Horsens opnåede partiet ligeledes flertal ved kommunalvalget i 1917, og dets lokale leder Axel Sørensen blev borgmester, men der var indbyrdes uenighed blandt de valgte på partiets liste om rækkevidden af reformerne, som gjorde, at de gennemførte ændringer i denne by blev mindre vidtgående.:173ff 